# 美作郵便局
美作郵便局（みまさかゆうびんきょく）は、岡山県美作市にある郵便局。民営化前の分類では集配普通郵便局であった。

## 概要
住所：〒707-8799 岡山県美作市入田147-1
民営化直前の、集配業務再編において、多くの集配普通郵便局は統括センターとなったが、当局は配達センターとされたため、民営化後も郵便事業株式会社の支店は併設されず、集配センターが併設された。

## 沿革
- 1874年（明治7年）12月16日 - 倉敷郵便取扱所として開設[1]。
- 1875年（明治8年）1月1日 - 倉敷郵便局（五等）となる。
- 1876年（明治9年） - 為替取扱を開始。
- 1879年（明治12年）4月 - 貯金取扱を開始。
- 1897年（明治30年）3月1日 - 倉敷郵便電信局となる。
- 1903年（明治36年）4月1日 - 通信官署官制の施行に伴い倉敷郵便局となる。
- 19xx年 - 林野郵便局に改称。
- 1953年（昭和28年）11月1日 - 美作郵便局に改称[2]。
- 1956年（昭和31年）3月25日 - 電話通話・電報受付事務を除く電気通信業務の取扱いを美作電報電話局に移管。
- 1957年（昭和32年）12月1日 - 特定郵便局から普通郵便局に局種別改定。
- 1963年（昭和38年）8月 - 局舎新築落成。
- 1991年（平成3年）10月1日 - 外国通貨の両替および旅行小切手の売買に関する業務取扱を開始。
- 1996年（平成8年）4月15日 - 英田郡美作町林野から同町入田に移転。
- 2006年（平成18年）9月11日 - 勝田郵便局（〒707-0199→〒707-0113）から「707-01xx」区域の集配業務を移管[3]。
- 2007年（平成19年）3月5日 - ゆうゆう窓口を廃止。
- 2007年（平成19年）10月1日 - 民営化に伴い、併設された郵便事業津山支店美作集配センターに一部業務を移管。
- 2012年（平成24年）10月1日 - 日本郵便株式会社発足に伴い、郵便事業津山支店美作集配センターを美作郵便局に統合。
- 2015年（平成27年）3月2日 - 英田郵便局から「701-26xx」区域の集配業務を移管。

## 取扱内容
- 郵便、印紙、ゆうパック、内容証明
- 貯金、為替、振替、振込、国際送金、国債、投資信託
- 生命保険、バイク自賠責保険、自動車保険
- ゆうちょ銀行ATM
- 美作市内の一部地域（旧勝田町内の一部地域および旧美作町内・旧英田町内全域：〒707-00xx、707-85xx、707-86xx、707-87xx、701-26xx、707-01xx）の集配業務

## 周辺
- 美作市役所
- 岡山県美作県民局勝英地域事務所
- 岡山県立林野高等学校

## アクセス
- JR姫新線 林野駅から徒歩約16分
- 美作共同バス 林野停留所もしくは宇野バス 林野バスセンター停留所下車
- 中国自動車道 美作ICから南西へ約3km
- 国道179号・国道374号沿い
- 駐車場あり：15台